# 緬因鎮區 (明尼蘇達州奧特泰爾縣)
緬因鎮區（英語：Maine Township）是位於美國明尼蘇達州奧特泰爾縣的一個行政鎮區。

## 歷史
緬因鎮區於1871年設立，因大部份早期定居者皆來自緬因州而得名。

## 地方資料
緬因鎮區的面積為93.15平方千米，當中陸地面積為77.57平方千米，而水域面積為15.58平方千米。根據2020年美國人口普查的數據，當地共有人口665人，而人口密度為每平方千米7.14人。